# Luis María Lasúrtegui
Luis María Lasúrtegui Berridi (født 28. marts 1956 i Pasaia) er en spansk tidligere roer.
Lasúrtegui deltog i tre olympiske lege. Første gang var 1980 i Moskva, hvor han stillede op i firer med styrmand. Her havde en spanske båd bedste tid i indledende heat, men skønt de roede noget hurtigere i finalen, kunne de ikke følge med de bedste østeuropæiske mandskaber og blev nummer fire efter Østtyskland, Sovjetunionen og Polen.
Ved OL 1984 i Los Angeles stillede han op  i toer uden styrmand sammen med Fernando Climent, og duoen blev nummer to i både indledende heat og i semifinalen. Her blev de besejret med under et halvt sekund af Petru Iosub og Valer Toma fra Rumænien. I finalen var rumænerne igen for stærke og sejrede denne gang med mere end tre sekunder, mens spanierne blev nummer to, og nordmændene Hans Magnus Grepperud og Sverre Løken tog bronzemedaljerne, yderligere næsten tre sekunder bagud.
Ved VM i 1985 og 1986 vandt Lasúrtegui og Climent bronzemedalje i samme disciplin.
Hans sidste OL var i 1988 i Seoul, hvor han igen stillede op i toer uden styrmand sammen med Climent. Her blev duoen nummer fire i indledende heat og igen i opsamlingsheatet. De var dermed ude af konkurrencen.

## OL-medaljer
- 1984:  Sølv i toer uden styrmand